# Mesopithecus pentelici
Mesopithecus pentelici (лат.) — вымерший вид приматов из рода Mesopithecus подсемейства тонкотелых обезьян в составе семейства мартышковых.

## Места и древность находок
Данный вид мезопитека жил в верхнем миоцене или нижнем плиоцене. Впервые найден в Греции (Пикерми). Другие находки сделаны в Чехословакии, Иране (Мераге), Китае (шахта лигнита Шуитангба). На территории бывшего СССР — южная Украина, река Кучурган, Гроссулово, Гребеники.

## Строениечерепа
Длина черепа 8,9—10,6 см. Нижняя челюсть относительно массивная. Зубной ряд сплошной, без диастем.